# Kath (Stadt)

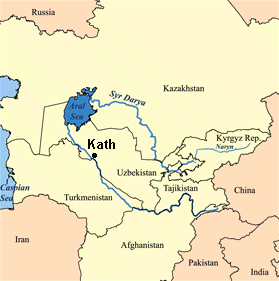
Lage Kaths im westlichen Zentralasien

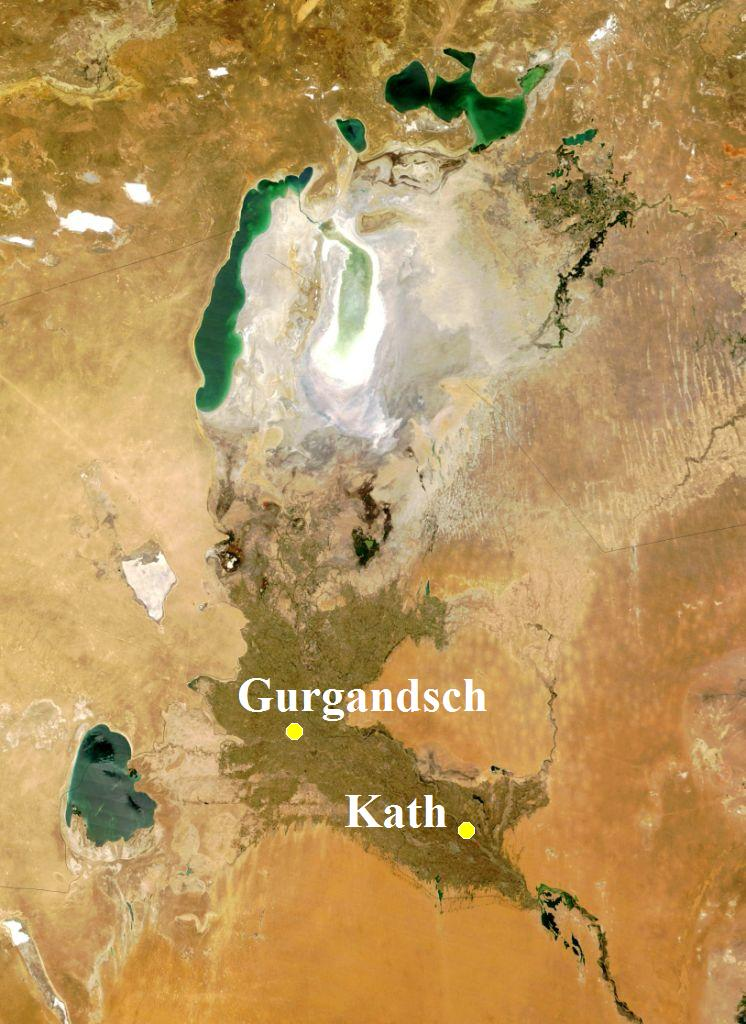
Die Großoase Choresm (grünliches Fruchtland) mit ihren Hauptstädten Kath und Gurgandsch (Satellitenbild von 2009)

Die nahe Xiva am Ostufer des Amudarjas gelegene, heute verfallene choresmische Stadt Kath (arabisch und persisch كاث, DMG Kāṯ) war von 305 bis 995 die Hauptstadt und Residenz der Choresm-Schahs aus der Dynastie der Afrighiden. Sie liegt heute in der autonomen Republik Karakalpakistan im Westen Usbekistans.

## Name
Die genaue Bedeutung des choresmischen Wortes Kāṯ (in manchen Quellen auch Kāt oder Kāzh) ist unklar. Laut Yaqut al-Hamawi (gest. 1229), welcher Choresm allerdings erst 1219 bereiste, bezeichnet es eine Umwallung in der Steppe, was sich jedoch nicht weiter belegen lässt. Denkbar wäre auch ein Zusammenhang mit kaṯ oder kanṯ, dem sogdischen Wort für Stadt. Die zum Teil überbauten Ruinen von Kath waren in der Neuzeit (nach einem Lokalheiligen) als Schaich Abbas Wali (DMG Šaiḫ ʿAbbās Walī) bekannt, später als Schabbas (DMG Šabbaz). 1958 wurde Schabbas zu Ehren des Choresmiers al-Bīrūnī in Beruniy (auch Biruniy) umbenannt. Die Überreste einer Festung am Nordrand der Stadt werden außerdem als Pil Kala (oder Fil Kala) bezeichnet, wenngleich nicht sicher ist, ob es sich dabei tatsächlich um die Ruinen der großartigen Afrighiden-Burg (siehe nächster Abschnitt) handelt.

## Geschichte
Die Geschichte von Kath in vorislamischer Zeit ist kaum bekannt. Nach dem choresmischen Universalgelehrten Abū Raihān al-Bīrūnī (gest. 1048) verlegte im Jahre 305 Schah Afrigh, der Begründer der Afrighiden-Dynastie, die Hauptstadt seines Reiches (von Toprak-Kala?) nach Kath und ließ als Wahrzeichen seiner neuen Kapitale am Stadtrand eine gewaltige Burg aus Lehmziegeln errichten, welche den Namen al-Fīr (so al-Bīrūnī) oder al-Fīl trug. Sie war von drei parallelen, gleich hohen Mauerringen umgeben und wurde vom weithin sichtbaren Palast der Choresm-Schahs gekrönt. Die verlassenen, vom Amudarja unter- und schon fast vollständig weggespülten Ruinen dieser Anlage konnte al-Bīrūnī 994 mit eigenen Augen sehen.
Im Zuge der Eroberung Choresms durch die muslimischen Araber im Jahre 712, welche anscheinend große Zerstörungen, jedoch nicht den Sturz der Afrighiden mit sich brachte, wird das damals dreigeteilte Kath als eine der drei größten und bedeutendsten Städte der Region, altes Kulturzentrum und Bischofssitz beschrieben. Die ausführlichsten Informationen über das nach wie vor prosperierende Landeszentrum stammen von muslimischen Geographen und Reisenden des 10. Jahrhunderts, wie Ibn Fadlan, welcher den Hof von Kath 921/22 als Abgesandter des Kalifen besuchte, vor allem al-Istachri, Ibn Hauqal, al-Muqaddasi und der (nicht namentlich bekannte) Autor des Werkes „Ḥudūd al-ʿālam“ („Die Grenzen der Welt“).
So berichtet al-Istachri beispielsweise, dass die Altstadt von Kath samt Burg, Palast, Gefängnis und Freitagsmoschee schon vom Amudarja (welcher immer wieder seinen Lauf änderte) so stark beschädigt war, dass die Einwohner sie gänzlich verlassen hatten und nach Osten (also weg vom Wasser) gezogen waren, wo so ein neuer Stadtkern entstand. Er schreibt außerdem, dass mitten durch das Stadtzentrum und die Basare ein Kanal verlief, und gibt, genau wie Ibn Hauqal, die Länge und Breite der Stadt mit je 3 Farsach an (in einer anderen Version mit ⅓ Farsach).
Dies alles wird im Großen und Ganzen auch von al-Muqaddasi bestätigt, bei dem zu lesen ist: „Kath, welches auch Schahristan genannt wird, liegt direkt am Ufer und ist ungefähr so groß wie Nischapur bzw. (nach einer anderen Version) größer als Buchara. Es liegt östlich des Flusses und verfügt über eine von Basaren umgebene Freitagsmoschee, deren Säulen bis zur Höhe von einer Qāma (ca. 5 oder 6 Fuß) aus schwarzem Stein und dann aus Holz gearbeitet sind. Der Palast des Emirs bildet den Mittelpunkt der Stadt, die Burg ist bereits vom Fluss zerstört. Die Stadt, deren Zentrum von Wasserkanäle durchzogen ist, ist einfach großartig: Sie beherbergt zahlreiche Gelehrte, Literaten und wohlhabende Personen und man findet in ihr viele Luxusgüter und Handelswaren. Die Baumeister sind für ihr großes Können bekannt und was die Koranrezitatoren anbetrifft, so findet man im Irak keine, die ihnen in Hinblick auf die Schönheit ihrer Stimme, die Ausdruckskraft ihres Vortrages, ihr Benehmen oder ihre Bildung gleichkämen. Andererseits wird die Stadt aber auch ständig vom Fluss überflutet, so dass die Bewohner (immer weiter) vom Ufer wegziehen. Sie ist zudem schmutziger als Ardabil und die zahlreichen Abwasserkanäle überschwemmen überall die Straßen. Die Einwohner benutzen die Straßen als Latrine und sammeln den Unrat in Gruben, von wo aus er dann in Säcken auf die Felder transportiert wird. Auf Grund der enormen Menge des Unrates können Fremde sogar nur bei Tageslicht durch die Stadt laufen, während die Einheimischen den Dreck (einfach) mit ihren Füßen wegtreten, wodurch sich Haufen bilden.“
Im „Ḥudūd al-ʿālam“ wird Kath (hier Kazh), das „Tor Turkestans und der Oghusen“, vor allem als reiches „Handelszentrum der Türken, Turkestans, Transoxaniens und der Chasaren“ gerühmt, auf dessen großartigen Märkten unter anderem „Textilien, gesteppte Mäntel und Schnee“ angeboten werden und dessen Bewohner besonders für ihre „Qualitäten als Krieger sowie ihr Engagement als Glaubenskämpfer gegen die heidnischen Türken“ bekannt sind.
Die Blütezeit von Kath endete schließlich im Jahre 995, als die anscheinend schon länger bestehende – Choresm quasi in zwei konkurrierende Machtbereiche teilende – politische und wirtschaftliche Rivalität zwischen der alten Kapitale und der im Nordwesten Choresms gelegenen, reichen Handelsstadt Gurgandsch (das heutige Köneürgenç) dadurch entschieden wurde, dass Mamun (I.), der Emir von Gurgandsch, Kath eroberte, die Afrighiden stürzte und – die Hauptstadt als neuer Choresm-Schah nach Gurgandsch verlegend – die Dynastie der Mamuniden begründete. Kath verlor nun zunehmend an Bedeutung, während Gurgandsch unter der Herrschaft der Mamuniden und Anuschteginiden zu einer der glanzvollsten Metropolen der islamischen Welt aufstieg. Laut Ibn Battuta, der Kath 1332/33 (also nach dem Mongolensturm) besuchte (und al-Kat nennt), war es „klein und hübsch“ und „die einzige Siedlung auf dem Weg von Gurgandsch nach Buchara“. Politisch gehörte die Stadt im 14. Jahrhundert erst zum Tschagatai-Khanat, bevor sie unter die Herrschaft der Regionaldynastie der Sufiden geriet und 1372 von Timur eingenommen wurde, welcher sie (im Krieg gegen Toktamisch) erst völlig verwüstete, später aber wieder befestigen ließ. Auf die Herrschaft der Timuriden, Schaibaniden und Safawiden folgte dann im 16. Jahrhundert die der Arabschahiden, welche das mittlerweile zur größten und bedeutendsten Stadt Choresms aufgestiegene Chiwa (usbekisch: Xiva) zu ihrer Hauptstadt machten. Da der Kanal, an dem es lag, schließlich völlig ausgetrocknet war, musste das alte Kath im 17. Jahrhundert endgültig aufgegeben werden, was den Arabschahiden-Chan Muhammad Anuscha b. Abi l-Ghasi (reg. 1663–87) dazu veranlasste, westlich des Amudarjas (nahe Urganch) ein neues (jedoch unbedeutendes) Kath zu gründen.